# Soyuz TMA-19M
Soyuz TMA-19M foi uma missão Soyuz à Estação Espacial Internacional e a 128ª missão do programa russo iniciado em 1967. Ela transportou três cosmonautas, um russo, um britânico e um norte-americano até a ISS, onde eles se integraram à tripulação residente, levada no voo anterior, Soyuz TMA-18M, iniciando a Expedição 46 na estação. Durante a estadia de seis meses os tripulantes também integraram a Expedição 47. A nave permaneceu acoplada à ISS neste período servindo como veículo de escape de emergência.

## Tripulação
| Posição             | Cosmo/Astronauta |
| ------------------- | ---------------- |
| Comandante          | Yuri Malenchenko |
| Engenheiro de voo 1 | Timothy Kopra    |
| Engenheiro de voo 2 | Timothy Peake    |

## Parâmetros da Missão
- Massa: 7.200 kg
- Perigeu: 404 km
- Apogeu: 418 km
- Inclinação: 51,60°
- Período orbital: 92,60 minutos

## Insígnia
Desenhada pelo artista holandês Luc van den Abeelen, colaborador habitual da NASA e da Roskosmos, com a ajuda dos tripulantes, o desenho simples mostra uma nave Soyuz atingindo a órbita sobre quatro faixas de azul diferentes, representando as terras da Terra, os mares, a atmosfera, o espaço e o número de altitudes de órbitas que a nave precisa percorrer até chegar à ISS. Três estrelas representam o número de tripulantes que tem seus nomes e bandeiras nacionais em torno do círculo central da insígnia.

## Lançamento e acoplagem
A Soyuz TMA-19M foi lançada do Cosmódromo de Baikonur no topo de um foguete Soyuz-FG às 11:03 (UTC) – hora local do Casaquistão 17:03 – de 15 de dezembro de 2015, entrando em órbita nove minutos após o lançamento e começando a sua jornada de quatro órbitas até o encontro com a Estação Espacial. Planejada para ser uma acoplagem automática feita pelos computadores, uma falha na telemetria do sistema de navegação Kurs ocorrida a vinte metros do módulo de acoplagem, fez com que a nave recuasse automaticamente 100 metros por segurança  e levou o comandante Malenchenko a realizar a docagem de forma manual; a falha causou um atraso de dez minutos no horário programado para a acoplagem, que ocorreu às 17:33 UTC do mesmo dia, no módulo Rassvet da ISS, a 405 km de altura sobre a Índia.

## Desacoplagem e pouso
Após 186 dias de permanência no espaço, durante os quais circundou a Terra por 2.976 vezes, a TMA-19M desacoplou-se da ISS às 05:52 UTC de 18 de junho de 2016, dando início à Expedição 48 na ISS para a tripulação que ficou a bordo, e iniciando seu retorno trazendo no interior seus três tripulantes, sob o comando do cosmonauta russo Yuri Malenchenko. Iniciou a saída de órbita ligando seus foguetes e desceu em direção à Terra a uma velocidade inicial de 120 metros por segundo em curso para a reentrada,  penetrando na atmosfera sob uma temperatura externa de 1600° C. O enorme paraquedas principal branco e laranja foi aberto a 7,5 km de altitude sobre o local de aterrissagem no Casaquistão, pousando às 09:15 UTC na área pré-designada, 148 km a sudeste da cidade de Dzhezkazgan, onde a nave e a tripulação foram recolhidas por um equipe de apoio formada por 300 pessoas.

## Galeria

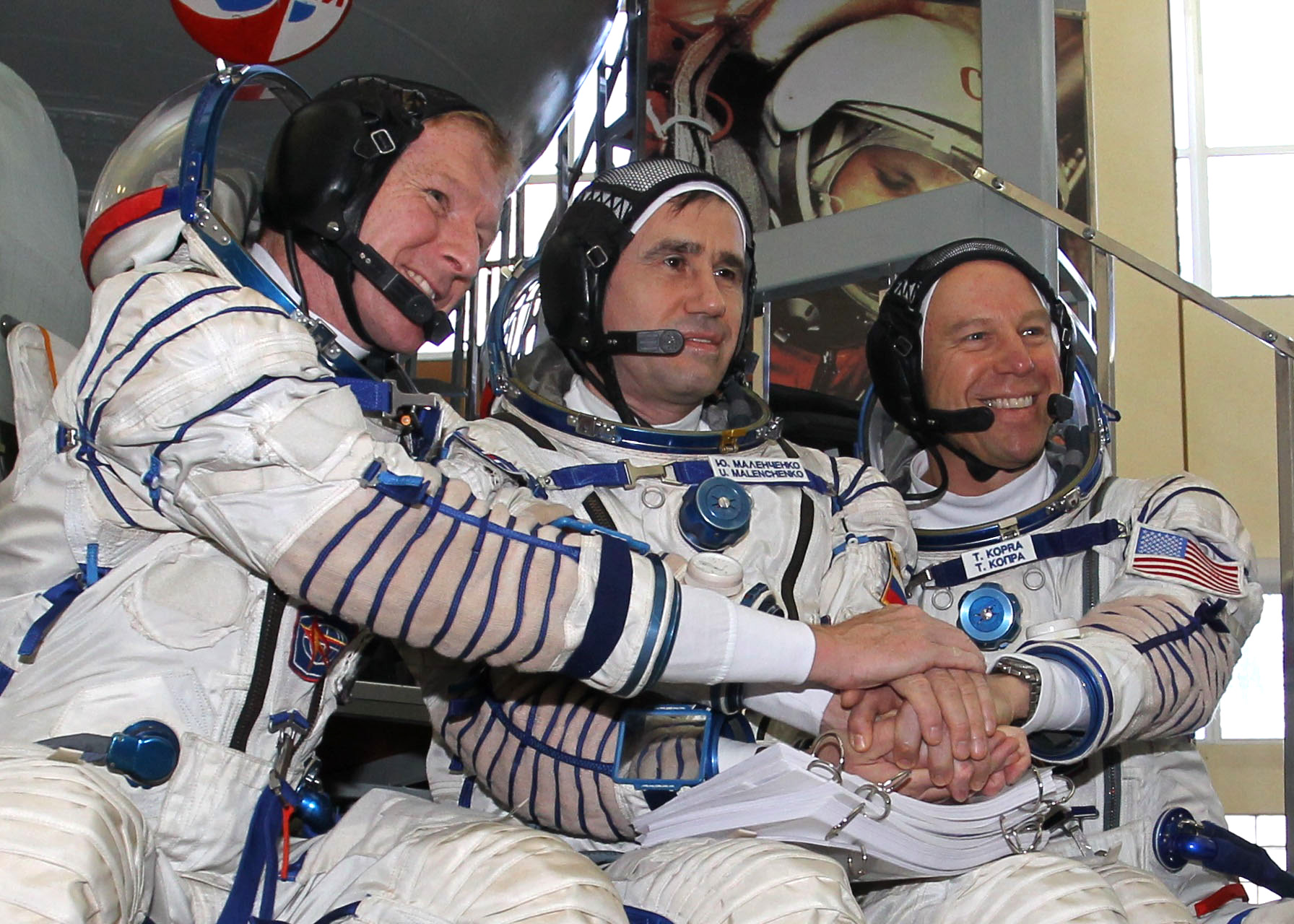
A tripulação em frente ao simulador da TMA-19M na Cidade das Estrelas, durante os treinamentos.
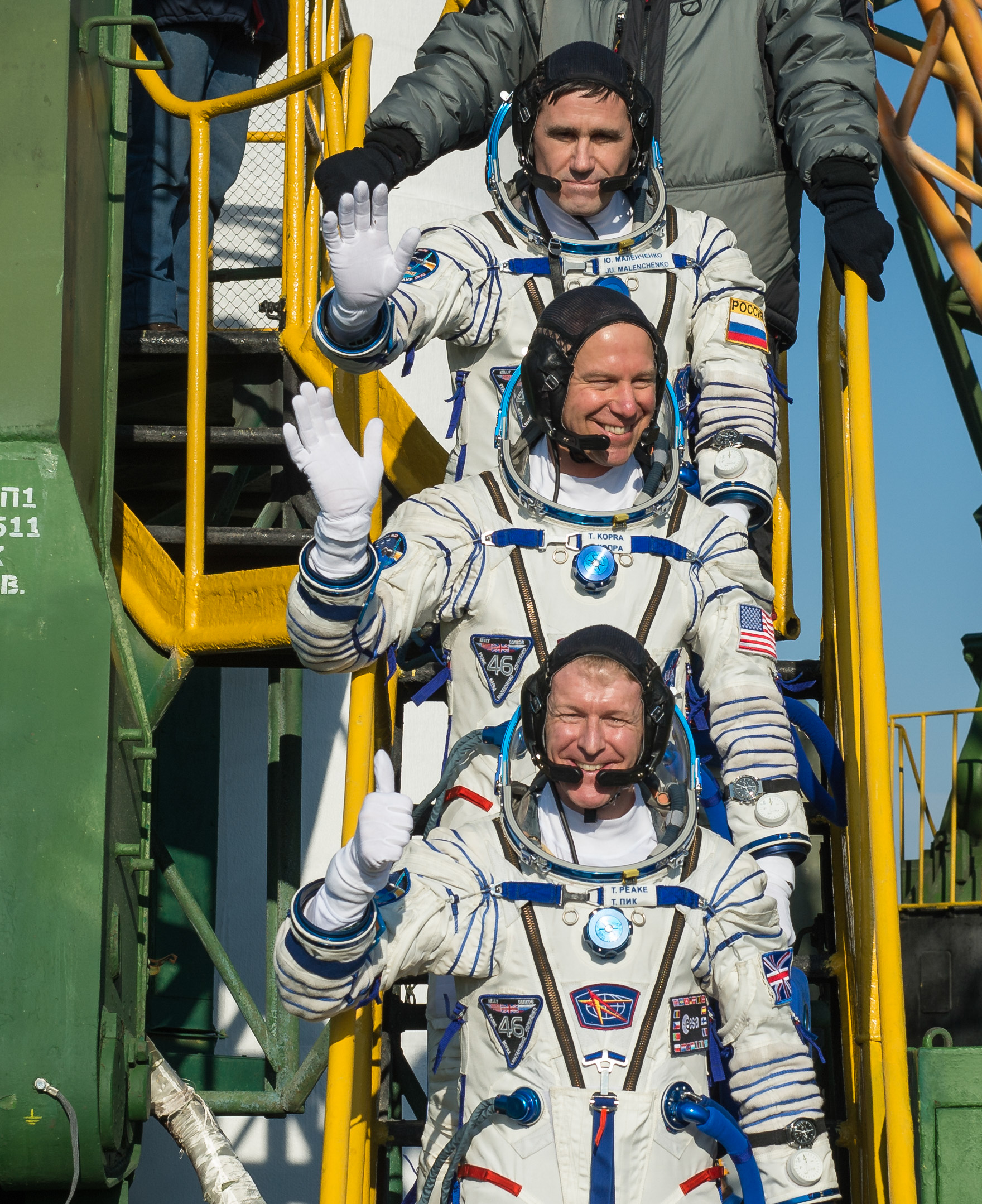
A despedida da tripulação na base da torre que os leva até a nave no cimo do foguete  Soyuz-FG.
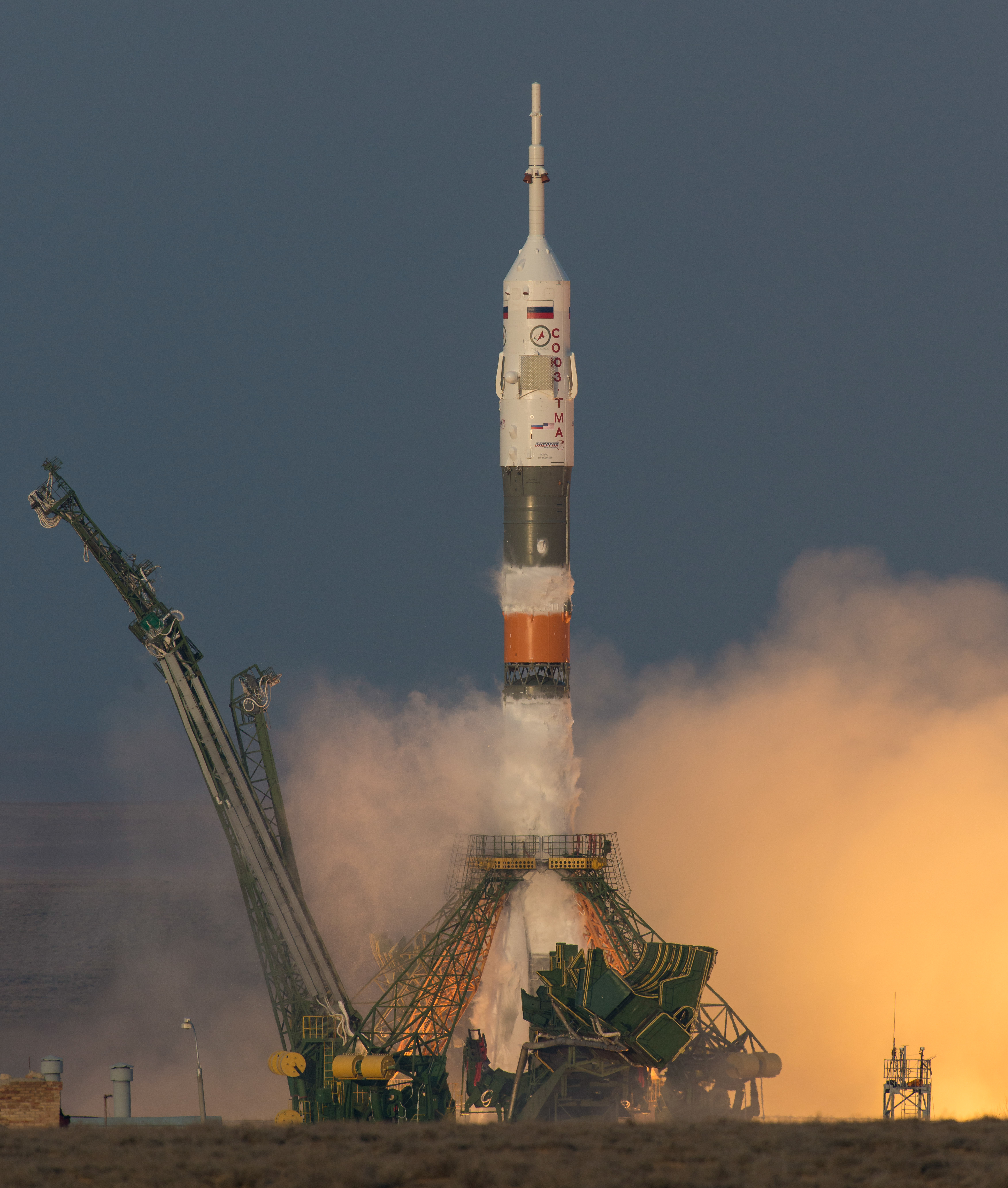
Lançamento em Baikonur.
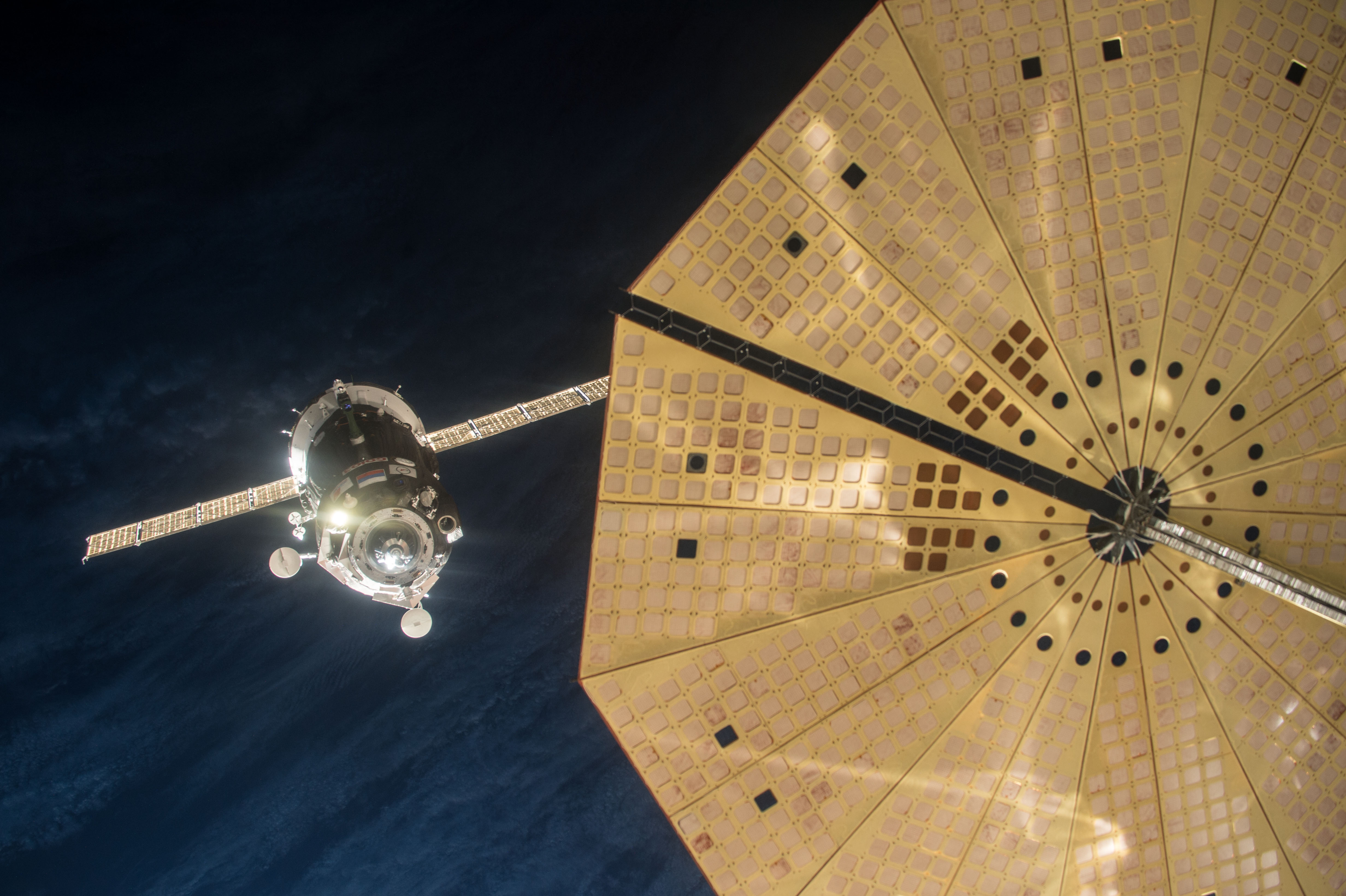
A Soyuz se aproxima para acoplagem na ISS. Os painéis solares do cargueiro Cygnus, já acoplado, são vistos à direita
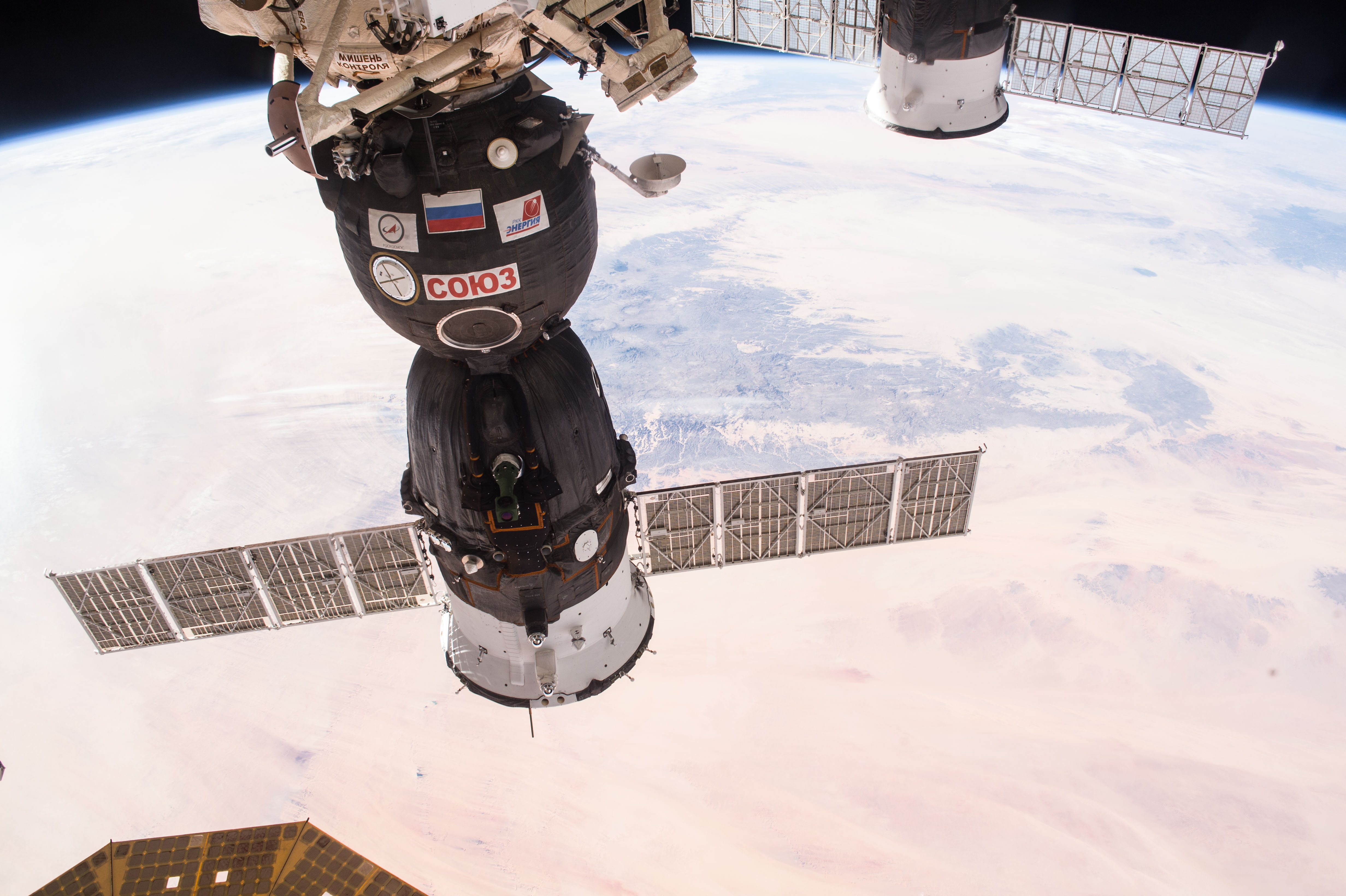
A TMA-19M acoplada ao módulo Rassvet da ISS.
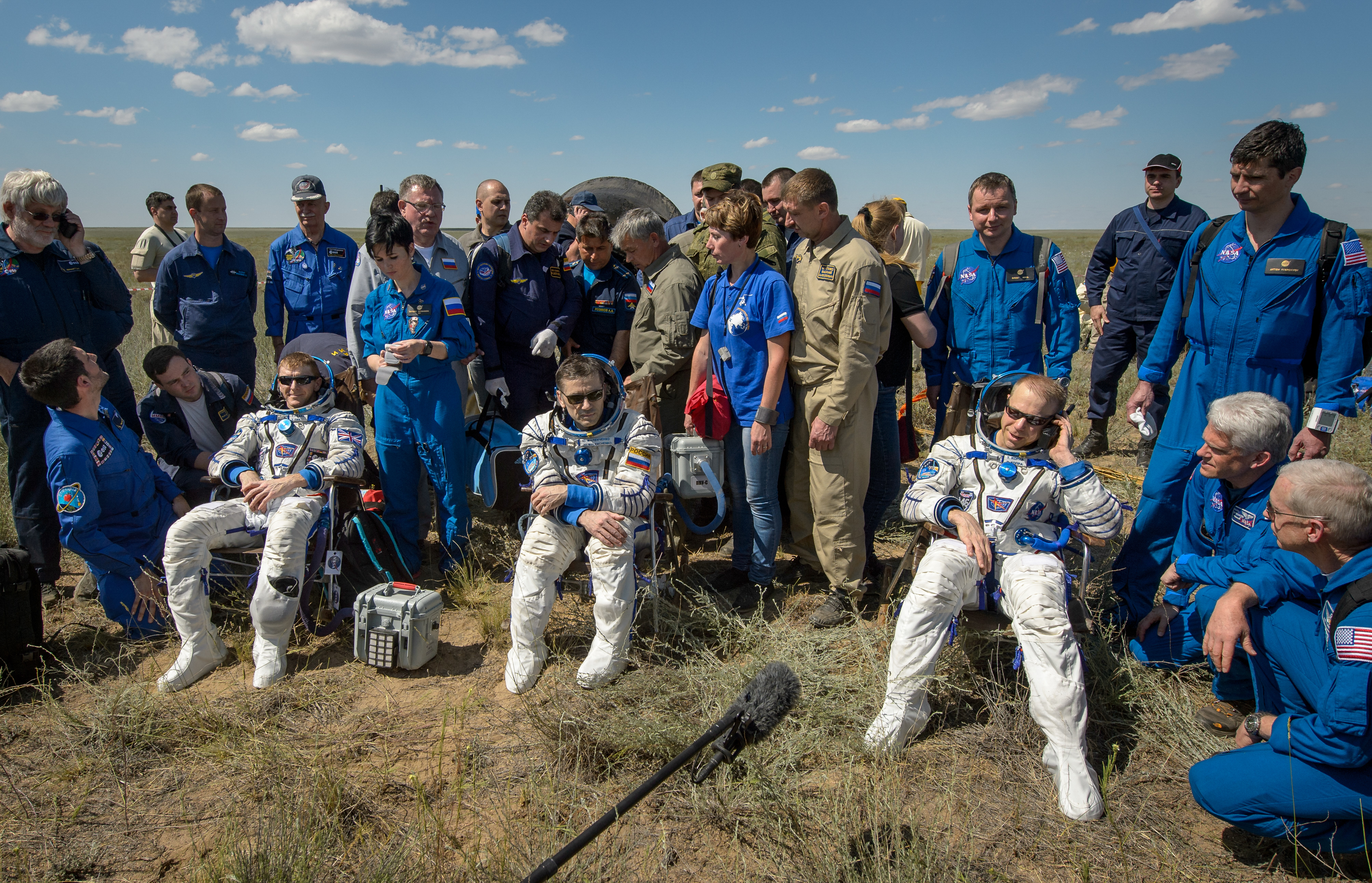
A tripulação recebida no local de pouso no retorno à Terra.